# Wapen van Reiderland (waterschap)

Het wapen van het waterschap

Het wapen van Reiderland werd op 10 juli 1958 per Koninklijk Besluit aan het waterschap Reiderland toegekend. In 1964 is het waterschap opgegaan in het fusiewaterschap Reiderzijlvest, hiermee is ook het wapen van Reiderland komen te vervallen. In het wapen van Reiderzijlvest zijn geen wapenstukken van Reiderland overgenomen.

## Blazoenering
De blazoenering van het wapen luidde als volgt:
In zilver een verhoogde en versmalde dwarsbalk van sinopel waarop twee, boven de balk uitstekende sluizen zijn geplaatst, met wanden van keel en deuren van sabel, brandend van keel; op de onderste schildhelft een vierdelig klaverblad van sinopel. Het schild golvend geflankeerd van azuur en gedekt met een gouden kroon van drie bladeren en twee paarlen.
Het schild is van zilver met daarop boven het midden een groene dwarsbalk. Op de dwarsbalk staan twee sluizen met rode muren. De deuren zelf zijn zwart en branden met rode vlammen. Onder de dwarsbalk staat een groen klavertjevier. Aan de zijkanten van het schild zijn blauwe, golvende banen aangebracht. Op het schild staat een gravenkroon.

## Symboliek
De twee brandende sluizen symboliseren twee branden van belangrijke sluizen. Het gaat om branden die zijn ontstaan tijdens verschillende onlusten tussen de Schieringers en Vetkopers. Het groene klaverblad staat symbool voor het Vierkarspelenzijlvest, waaruit het Reiderland in 1864 is ontstaan. De blauwe golvende zijkanten van het wapen staan symbool voor de dreiging van de zee.
Aduarderzijlvest ·
Dollardzijlvest ·
Dorpster zijlvest ·
Duurswold ·
Eemszijlvest ·
Electra ·
Fivelingo ·
Generaal Zijlvest der Drie Delfzijlen ·
Gorecht ·
Havenschap Delfzijl ·
Hoop en Verwachting ·
Hunsingo ·
De Johannes Kerkhoven Polder ·
Oldambt ·
Ommelanderzeedijk ·
Pekel A ·
Reiderland ·
Reiderzijlvest ·
Termunter-Zijlvest ·
Westerkwartier ·
Westerwolde ·
Winsummer en Schaphalster Zijlvest ·